# Hypsiboas callipleura
Espèce
Synonymes
- Hyla callipleura Boulenger, 1902

Statut de conservation UICN

 LC  : Préoccupation mineure
Hypsiboas callipleura est une espèce d'amphibiens de la famille des Hylidae.

## Répartition
Cette espèce est endémique de Bolivie. Elle se rencontre entre 700 et 2 300 m d'altitude dans la région des Yungas des départements de Cochabamba et de La Paz,.

## Publication originale
- Boulenger, 1902 : Descriptions of new Batrachians and Reptiles from the Andes of Peru and Bolivia. Annals and Magazine of Natural History, sér. 7, vol. 10, p. 394-402 (texte intégral).